# Arrows A10B

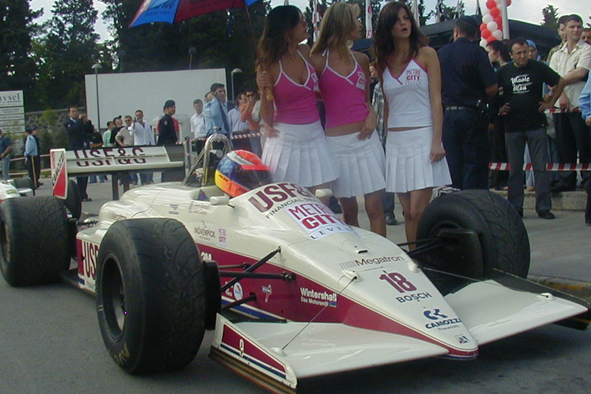
Arrows A10B in Istanbul

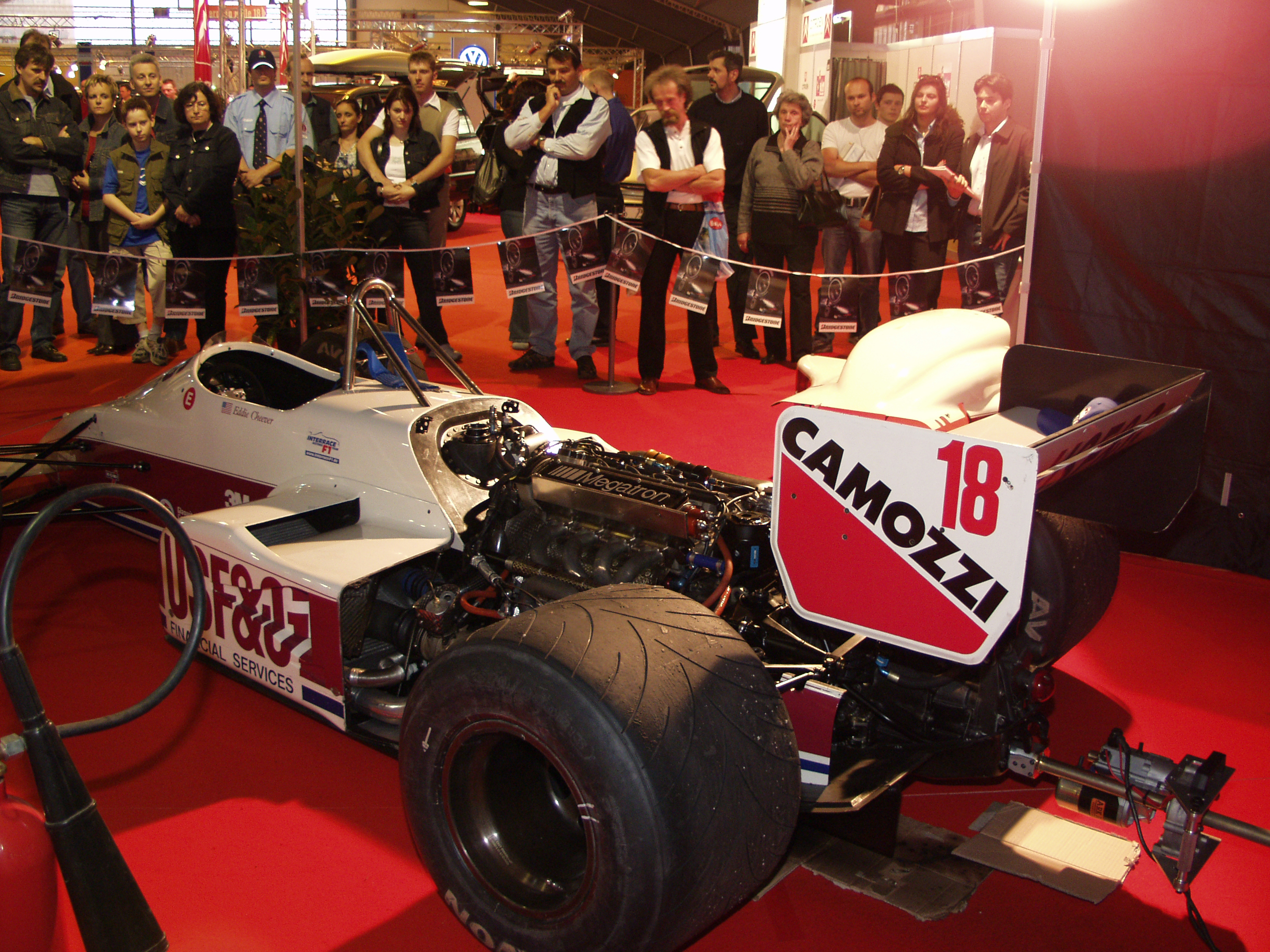
Arrows A10B

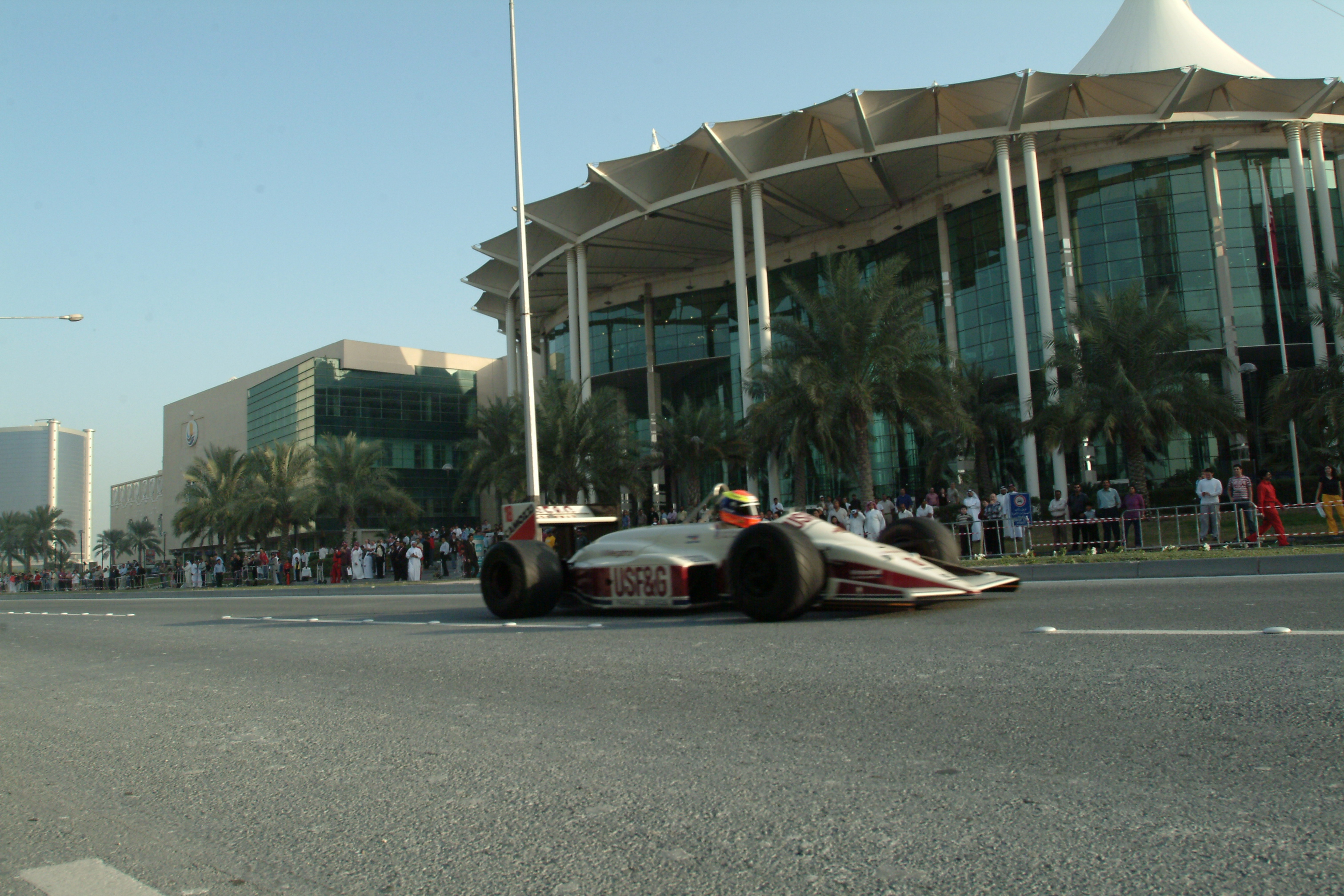
Arrows A10B in Doha

Der Arrows A10B war ein Formel-1-Rennwagen des englischen Teams Arrows, der von 1988 mit einem Megatron BMW Turbo 4-Zylinder-Motor eingesetzt wurde.

## Entwicklungsgeschichte
Das Fahrzeug war eine Weiterentwicklung des Arrows A10 aus dem Jahre 1987. Der Konstrukteur des Chassis war Ross Brawn. In der Saison 1988 erreichte die Fahrerpaarung Derek Warwick und Eddie Cheever den 5. Platz in der Konstrukteursweltmeisterschaft.

## Allgemein
| Fahrzeug:                  | USF&G ARROWS MEGATRON A10 B                    |
| Teambesitzer:              | Jackie Oliver; Alan Rees                       |
| Konstrukteur:              | Ross Brawn                                     |
| Teammanager:               | Alan Rees                                      |
| Fahrgestellnummer:         | 1 und 3                                        |
| Baujahr:                   | 1988                                           |
| Motor:                     | MEGATRON BMW Turbo 4 Zylinder                  |
| Leistung:                  | 480 – 515 kW; 11800/min; max. 880 kW bei 5 bar |
| Getriebe:                  | Hewland Arrows 6-Gang-Schaltgetriebe           |
| Starter 1988:              | Nr. 18 Eddie Cheever; Nr. 17 Derek Warwick     |
| Konstrukteurswertung 1988: | Fünfter                                        |
| Gegenwärtiger Eigentümer:  | Fahrzeug Nr. 18 Wolfgang Huter                 |

## Technische Daten
| USF&G Arrows A10/A10B          | Daten |
| Bezeichnung                    | A10/A10B |
| Fahrgestell                    | Arrows Kohlefaserverbundwerkstoff |
| Motor                          | Megatron BMW Turbo (basierend auf dem BMW-Motor M12/13) |
| Hubraum                        | 4 Zylinder \| 2 × obenliegende Nockenwellen, zahnradgetrieben |
| Bohrung und Hub                | 89,2 × 60 |
| Verdichtungsverhältnis         | 7,5 : 1 (statisch) |
| Maximalleistung                | 675 kW (1987), 478 kW (1988) / In der kompletten Qualifying-Ausstattung von 1987 lag der Flashwert des Motors bei 5,5 bar, nach einer Schätzung von Heini Mader bei 960 kW |
| Maximale Drehzahl              | 11.200/min (1987), 11.800/min (1988) |
| Motorblock                     | Gusseisen |
| Motorgewicht                   | 286,6 lb (125 kg) |
| Kolben und Ringe               | Mahle / Goetze |
| Lager                          | Glyco |
| Kraftstoffeinspritzung/Zündung | Kugel Fischer / Bosch |
| Turbo                          | Garrett |
| Zündkerzen                     | Champion |
| Radstand                       | 107.5 Inch |
| Getriebe                       | Arrows / Hewland 6-Gang-Getriebe |
| Stoßdämpfer                    | Penske |
| Räder                          | Dymag / Vorn – Durchmesser 13 Inch, Breite 11,7 Inch / Hinten – Durchmesser 13 Inch, Breite 16,3 Inch                                                                      |
| Kühler                         | Secan |
| Anzeigeinstrumente             | Stack |
| Reparaturlack                  | Glasurit Automobilreparaturlack |

## Ergebnisse
| Fahrer               | Nr.                  | 1 | 2 | 3   | 4 | 5   | 6   | 7   | 8 | 9  | 10  | 11 | 12 | 13  | 14  | 15  | 16  | Punkte | Rang |
| -------------------- | -------------------- | - | - | --- | - | --- | --- | --- | - | -- | --- | -- | -- | --- | --- | --- | --- | ------ | ---- |
| Formel-1-Saison 1988 | Formel-1-Saison 1988 |   |   |     |   |     |     |     |   |    |     |    |    |     |     |     |     | 23     | 5.   |
| D. Warwick           | 17                   | 4 | 9 | 4   | 5 | 7   | DNF | DNF | 6 | 7  | DNF | 5  | 4  | 4   | DNF | DNF | DNF | 23     | 5.   |
| E. Cheever           | 18                   | 8 | 7 | DNF | 6 | DNF | DNF | 11  | 7 | 10 | DNF | 6  | 3  | DNF | DNF | DNF | DNF | 23     | 5.   |

| Legende  | Legende            | Legende                                                          |
| Farbe    | Abkürzung          | Bedeutung                                                        |
| -------- | ------------------ | ---------------------------------------------------------------- |
| Gold     | –                  | Sieg                                                             |
| Silber   | –                  | 2. Platz                                                         |
| Bronze   | –                  | 3. Platz                                                         |
| Grün     | –                  | Platzierung in den Punkten                                       |
| Blau     | –                  | Klassifiziert außerhalb der Punkteränge                          |
| Violett  | DNF                | Rennen nicht beendet (did not finish)                            |
| Violett  | NC                 | nicht klassifiziert (not classified)                             |
| Rot      | DNQ                | nicht qualifiziert (did not qualify)                             |
| Rot      | DNPQ               | in Vorqualifikation gescheitert (did not pre-qualify)            |
| Schwarz  | DSQ                | disqualifiziert (disqualified)                                   |
| Weiß     | DNS                | nicht am Start (did not start)                                   |
| Weiß     | WD                 | zurückgezogen (withdrawn)                                        |
| Hellblau | PO                 | nur am Training teilgenommen (practiced only)                    |
| Hellblau | TD                 | Freitags-Testfahrer (test driver)                                |
| ohne     | DNP                | nicht am Training teilgenommen (did not practice)                |
| ohne     | INJ                | verletzt oder krank (injured)                                    |
| ohne     | EX                 | ausgeschlossen (excluded)                                        |
| ohne     | DNA                | nicht erschienen (did not arrive)                                |
| ohne     | C                  | Rennen abgesagt (cancelled)                                      |
| ohne     | keine WM-Teilnahme |                                                                  |
| sonstige | P/fett             | Pole-Position                                                    |
| sonstige | 1/2/3/4/5/6/7/8    | Punktplatzierung im Sprint-/Qualifikationsrennen                 |
| sonstige | SR/kursiv          | Schnellste Rennrunde                                             |
| sonstige | *                  | nicht im Ziel, aufgrund der zurückgelegten Distanz aber gewertet |
| sonstige | ()                 | Streichresultate                                                 |
| sonstige | unterstrichen      | Führender in der Gesamtwertung                                   |